# Loc de vedere panoramic

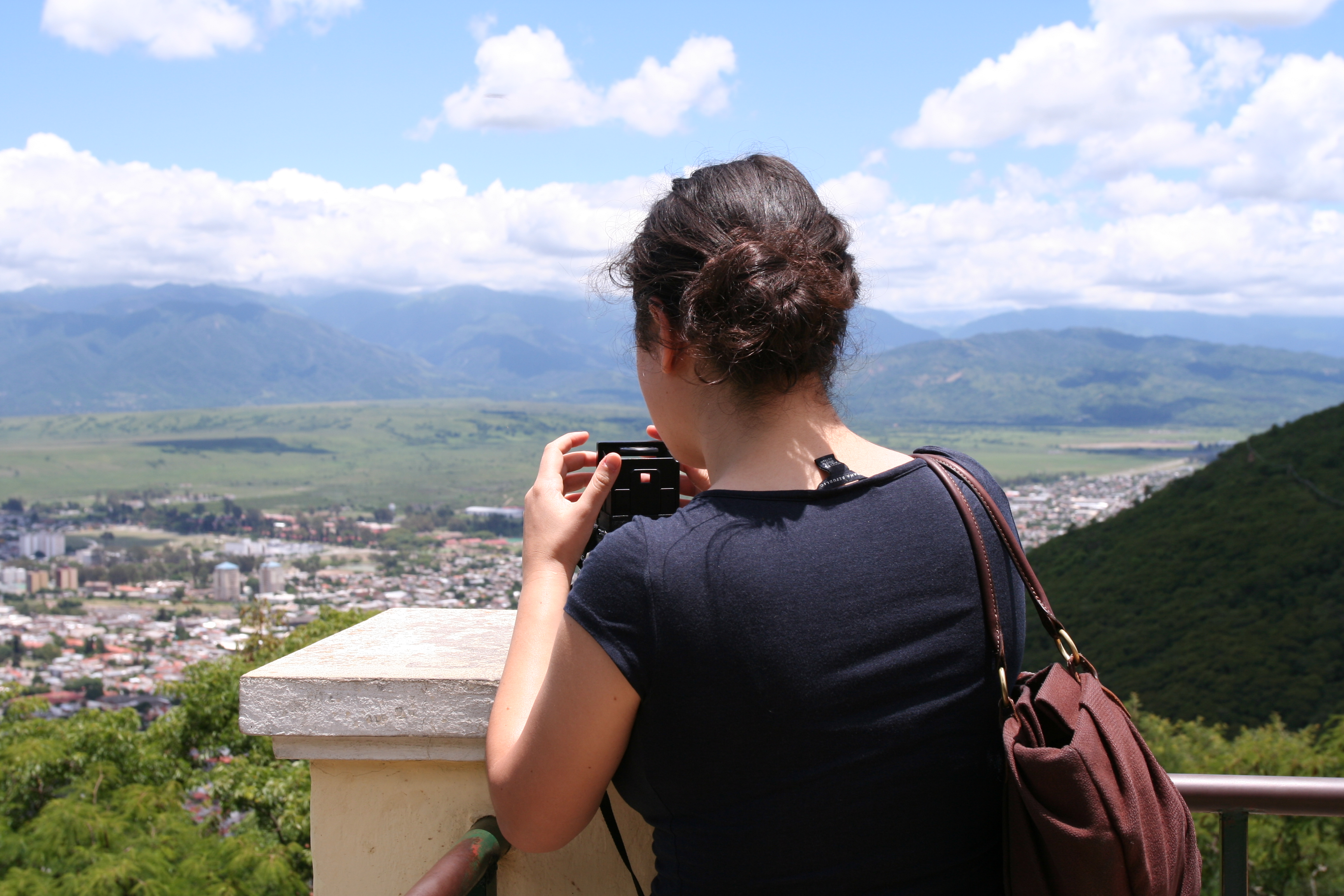
Belvedere pe dealul San Bernardo din orașul Salta (Argentina)

Un loc de vedere panoramic sau loc de belvedere este un punct proeminent al terenului, un vârf de deal, o stâncă de sine stătătoare sau o altă caracteristică topografică sau o structură, cum ar fi un turn sau o clădire înaltă, din care este posibilă o vedere panoramică sau sectorială neobstrucționată a peisajului înconjurător. În multe locuri cu perspective frumoase, locurile de vedere (turnuri sau platforme de belvedere) oferă o priveliște pe distanțe mari.
Punctele de observație bune au în general un orizont de peisaj scăzut, adică un „cer larg”. Vizibilitatea depinde de condițiile meteorologice și de asemenea, de gradul de poluare al aerului din zonă. Vizibilitatea maximă depinde de înălțimea punctului de observație și este limitată de luminozitate, condiții meteorologice, ceață și obstacole.

## Galerie

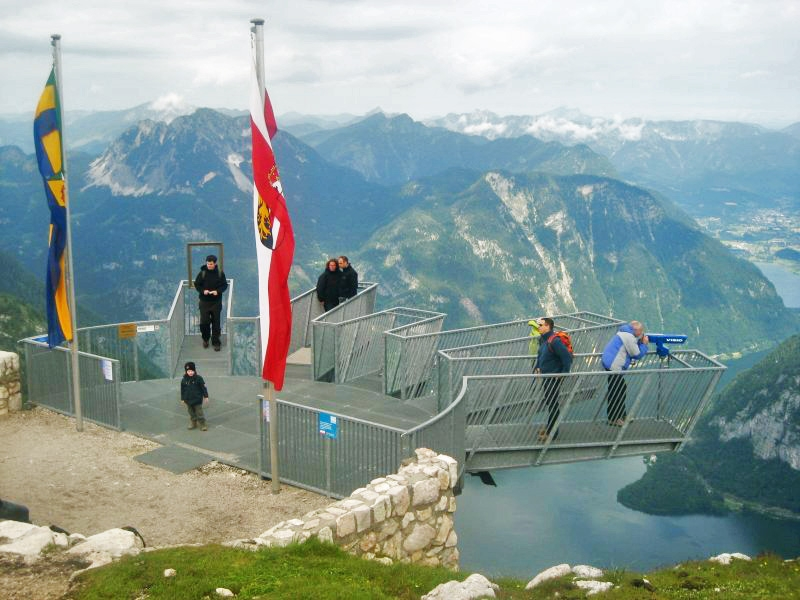
5 Fingers în Austria
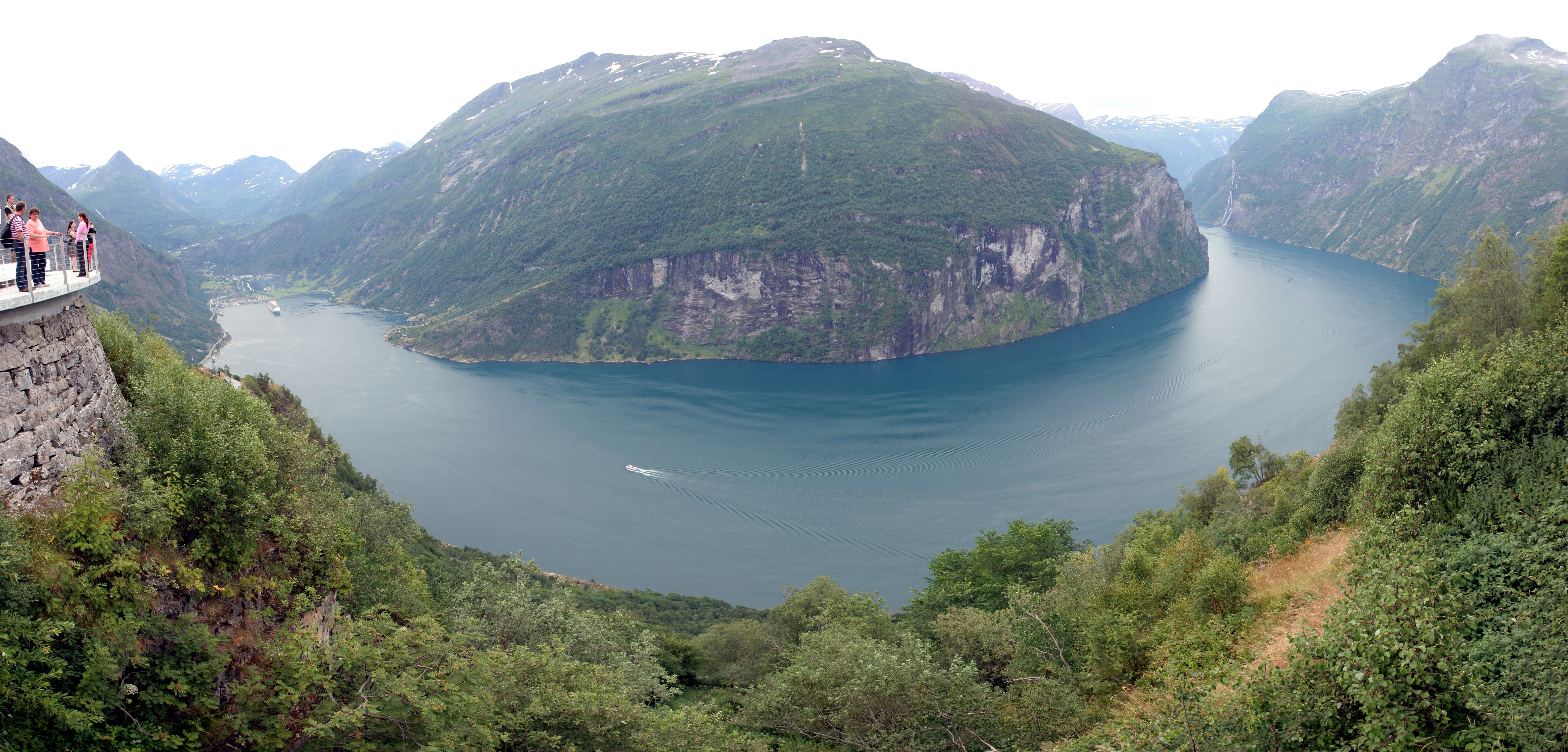
Ørnesvingen în Norvegia
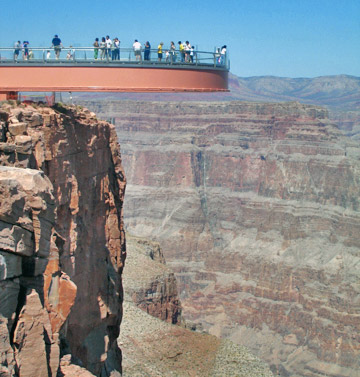
Grand Canyon Skywalk în SUA
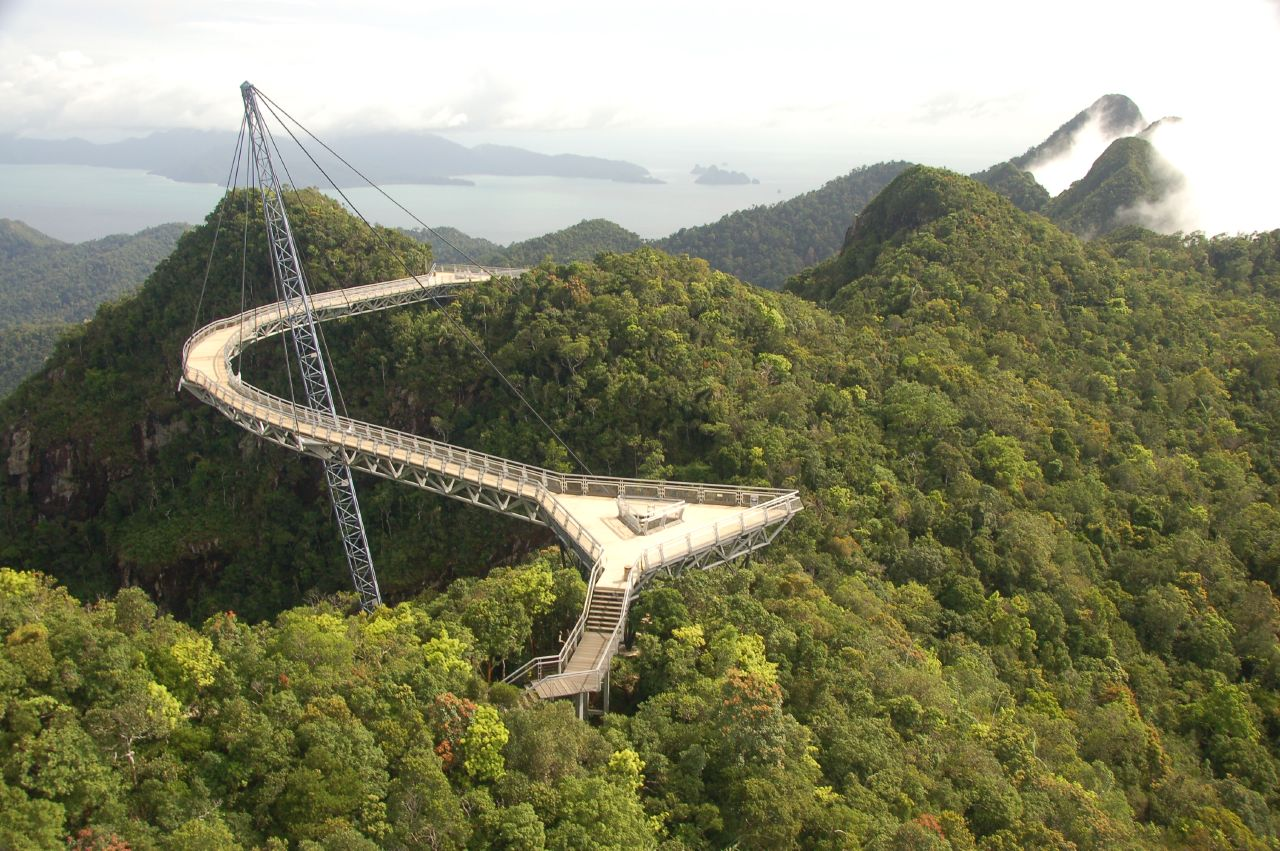
Langkawi Sky Bridge în Malaysia
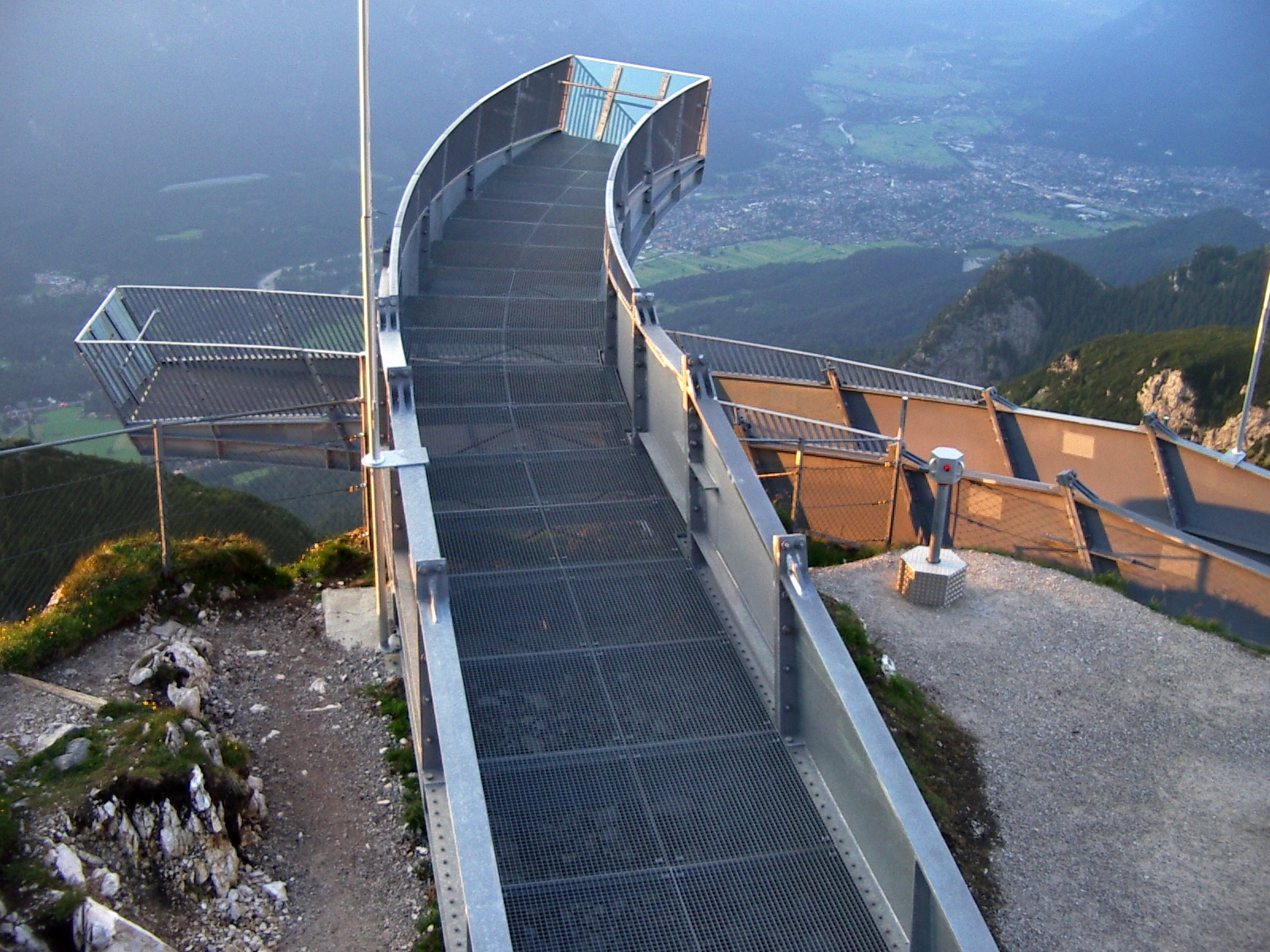
AlpspiX în Germania
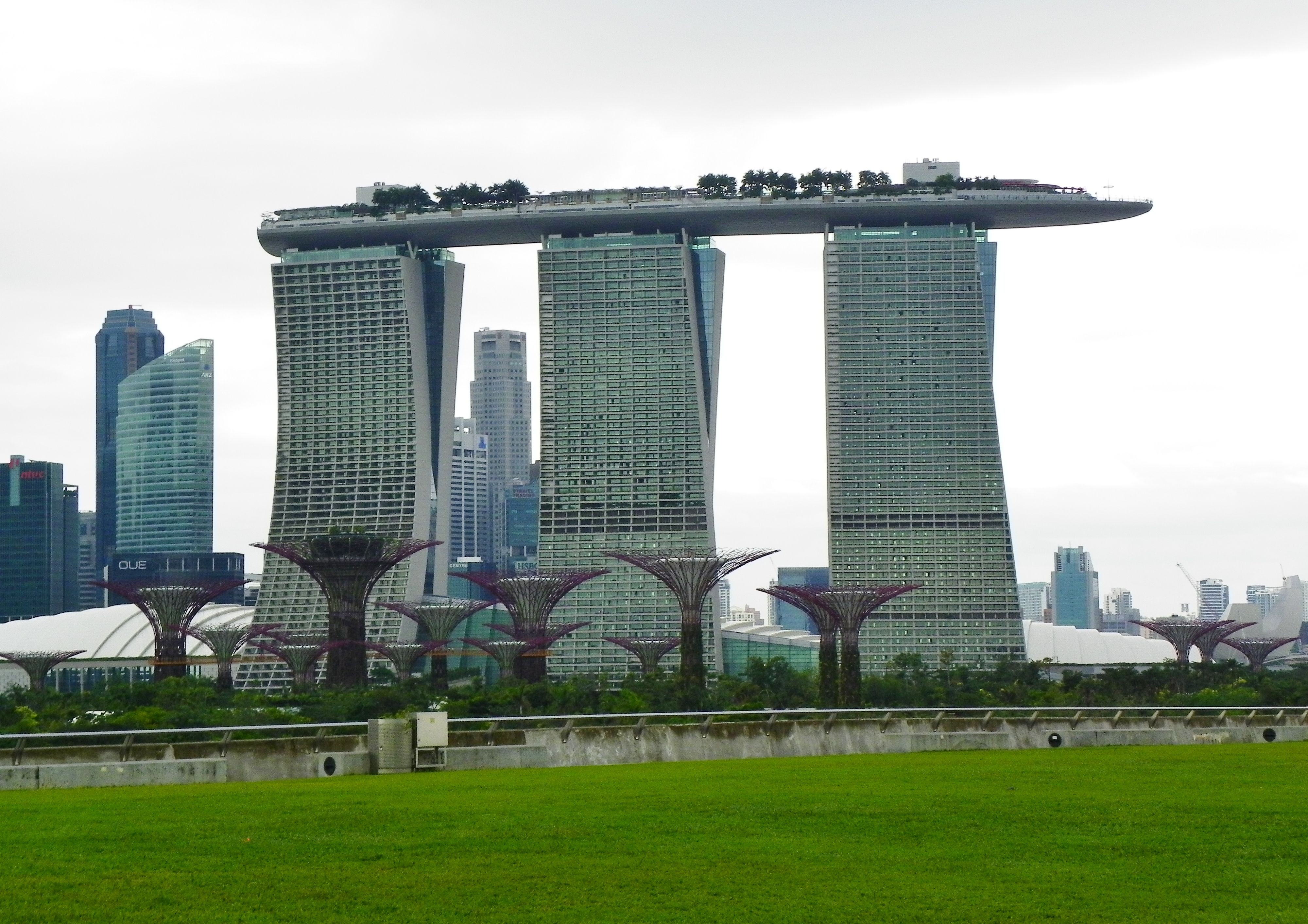
Hotelul Marina Bay Sands în Singapore